# Edouard Van Den Boorn
Eduardus Joannes Josephus (Edouard) Van Den Boorn (Gronsveld, 28 april 1828 – Luik, 14 augustus 1896) was een Belgisch pianist en muziekpedagoog van Nederlandse komaf.
Hij werd geboren binnen het gezin van schout en later burgemeester van Gronsveld Christiaan van den Boorn en Adriana Maria Ludovica Florentina de Brienen. Hij was broer van Jean Van Den Boorn. Hijzelf huwde met Marie Joséphine Julienne Clémence Adam, uit dat huwelijk kwam Charles Van Den Born voort, wielrenner en luchtvaartpionier. Van Den Boorn stierf als "professeur de musique et critique" in Luik.
Net als zijn broer kreeg hij zijn muziekopleiding aan het Conservatorium van Luik; hij kreeg in 1850 een tweede prijs en in 1851 een eerste prijs aldaar. In 1858 won hij een gouden medaille van de Société d’emulation te Luik voor zijn antwoord op de (prijs-)vraag over de wederzijdse invloeden tussen de kunsten en de industrie. In 1862 ging hij met zijn broer op concertreis naar Londen, waarbij goede recensies kregen in The Musical World en The Morning Herald. Naast zijn muzikale activiteiten, die meer de richting van het harmonium opschoven, schreef hij artikelen in muziekbladen en Journal La Meuse, en dichtte hij ook ter nagedachtenis van componisten.
Van zijn hand verscheen ook een beperkt aantal werken zoals Rayon d’espoir, Dans les montagnes, Grand caprice de concert.